# Томкеев, Сергей Иванович
Сергей Иванович Томкеев (англ. Sergei Ivanovich Tomkeieff; 20 октября 1892[…], Вильна — 27 октября 1968, Ньюкасл-апон-Тайн, Нортамберленд) — российский и британский учёный-геолог, петролог и геохимик, профессор, поддерживал связи с учёными из СССР и переводил их книги.

## Биография
Родился 20 октября 1892 года в Вильно, Российская империя.
Учился в Политехническом институте Санкт-Петербурга, научный руководитель Ф. Ю. Левинсон-Лессинг.
Во время Первой мировой войны он служил в Российском Красном Кресте, был подорван, контужен и стал инвалидом. Стал членом закупочной миссии в Великобритании, где и остался после «Октябрьской революции».
Сначала он работал в Манчестерском университете Виктории.
В 1920 году начал читать лекции по геологии в колледже Андерсона в Ньюкасл-апон-Тайн.
- 1948 — профессор минералогии
- 1957 — профессор петрологии.

Его соавторами были Артур Холмс, Джеймс Эрнест Ричи, сэр Эдвард Баттерсби Бейли, Хеслоп Харрисон, Джордж Уолтер Тиррелл, Джон Вейр и Х. Б. Дональд .
Скончался 27 октября 1968 года в больнице Ньюкасла, после того как его сбил мотоцикл.

## Семья
В 1931 году он женился на Олив Гауэр Фармер (Olive G. Tomkeieff), которая составила биографию мужа.

## Награды и премии
- 1966 — награждён медалью Лайелля.

## Членство в научных обществах
- 19?? — Геологическое общество Лондона (Geological Society of London (FGS))
- 1948 — Эдинбургское королевское общество (Fellowship of the Royal Society of Edinburgh (FRSE)).

## Публикации
Автор более 150 публикаций и переводов, среди них:
- Белянкин Д. С., Томкеев С. И. О минералогическом составе сиенита из Плауэна (Plauenscher Grund, близ Дрездена) // Известия Петроградского политехнического института. 1915. Т. 23. Вып. 2. С. 425—434.
- Tomkeieff S.I. The Tholeite Dyke at Cowgate (1953)
- Tomkeieff S.I. Coals, Bitumens and other Related Fossil Carbonaceous Substances (1954)
- Tomkeieff S.I. Isle of Arran (1961)
- Tomkeieff S.I. The Economic Geology of Quarried Materials (1969)
- Tomkeieff S.I. Dictionary of Petrology (1983)
- Томкеев С. И. Петрологический англо-русский толковый словарь: В 2 т. М.: Мир, 1986: Т. 1. 286 с.; Т. 2. 284 с.